# Lottia versicolor
Lottia versicolor is een slakkensoort uit de familie van de Lottiidae. De wetenschappelijke naam van de soort is voor het eerst geldig gepubliceerd in 1967 door Moskalev in Golikov & Scarlato.